# Стобницький замок
Стобницький за́мок (пол. Zamek w Stobnicy) — сучасний палацово-замковий комплекс, зведений неподалік села Стобниця в Шамотульському повіті Великопольського воєводства, на північний захід від міста Познань, Польща. Автором проекту замку є архітектор Вальдемар Шешула. Інвестор будівництва — компанія DJT із Познані.

## Опис
Будівництво розпочалося у 2015 році. На штучному острові на озері біля Стобниці з'явився комплекс у вигляді величезного середньовічного замку. Споруда має загальну довжину близько 150 метрів та ширину 100 метрів. Головна вежа, що імітує форбург, досягає висоти 50 метрів. Всього заплановано до п'ятнадцяти поверхів (найвищої частини). Усередині передбачено розмістити 46 приватних квартир різної площі, магазини, різні служби та технічні приміщення. 
За своїм типом відноситься до замків на воді, а весь комплекс є однією з найбільших споруд подібного типу в країні.

## Судові позови
У 2018 році розпочалися конфлікти, пов'язані з будівництвом. Насамперед місцеві активісти були незадоволені тим, що комплекс будується в заповідній зоні Нотецького лісу, включеної до мережі Natura 2000. У липні 2020 року за розпорядженням прокуратури поліція затримала сімох осіб, які стосувалися будівництва замку. У ході адміністративного провадження було виявлено, що дозвіл на будівництво комплексу видано з порушенням чинного законодавства. Зокрема, місцева влада не мала права санкціонувати будівництво замку. Однак голова адміністрації воєводства не вжив жодних дій щодо визнання виданого дозволу на будівництво недійсним. Ця ситуація змусила міністра внутрішніх справ Маріуша Камінського вимагати від прем'єр-міністра Матеуша Моравецького звільнення великопольського воєводи Лукаша Миколайчика. Крім того, 11 грудня 2020 року районний прокурор у Познані оскаржив дозвіл на будівництво. 16 грудня 2020 року прем'єр-міністр усунув воєводу Миколайчика з посади.
30 грудня 2020 року районна прокуратура в Познані подала до районного суду Познань-Грюнвальд-Єжице обвинувальний акт щодо осіб, які розпочали будівництво об'єкту. 17 серпня 2021 року головний інспектор будівельного нагляду визнав рішення про видачу дозволу на будівництво об'єкта у 2015 році недійсним.
12 січня 2022 року Воєводський адміністративний суд у Варшаві скасував оскаржуване рішення Генеральної інспекції банківського нагляду про визнання недійсним дозволу на будівництво. Відповідно до цієї постанови інвестори можуть продовжити будівництво комплексу.

## Галерея

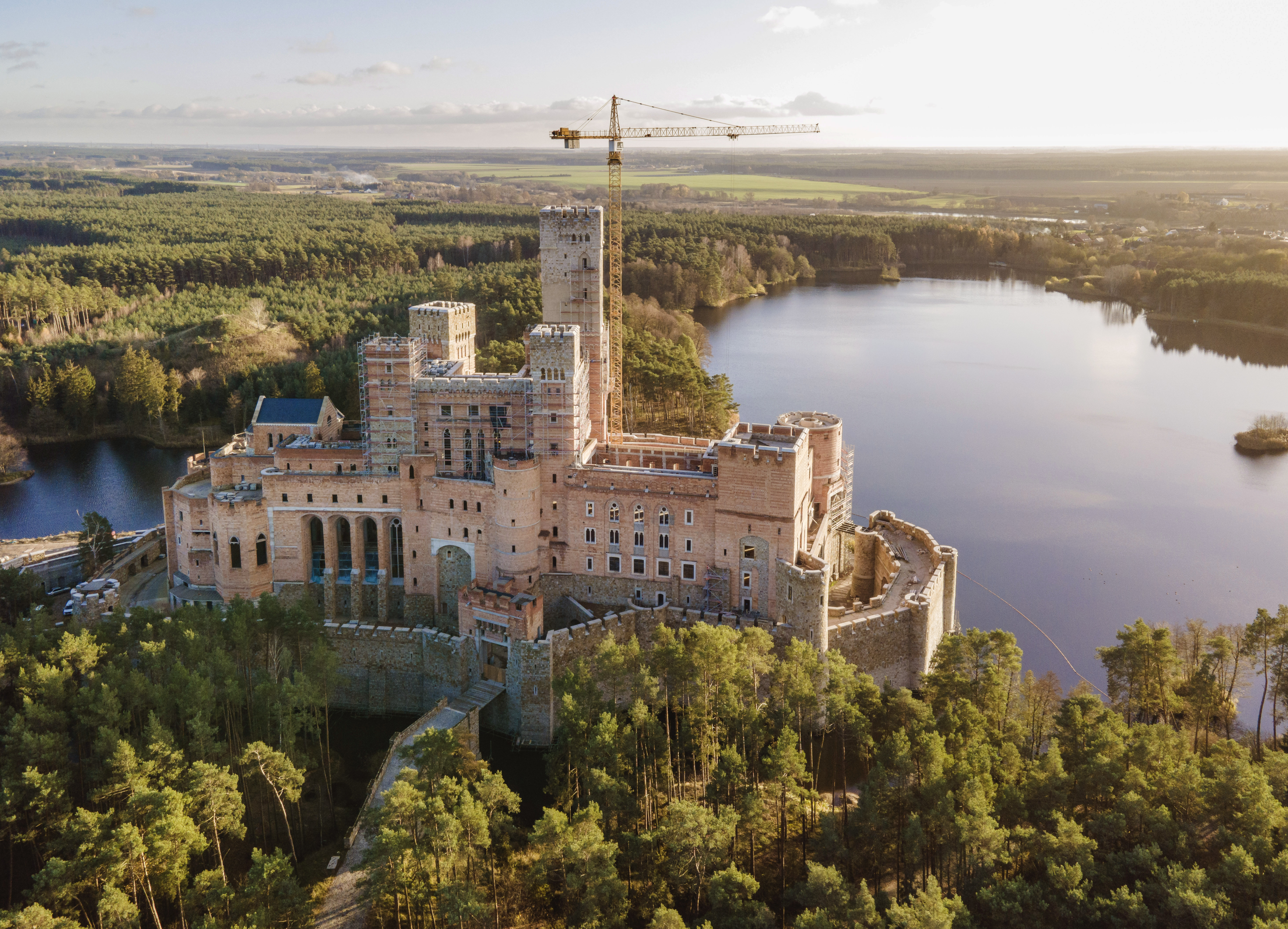
Вигляд з північної сторони
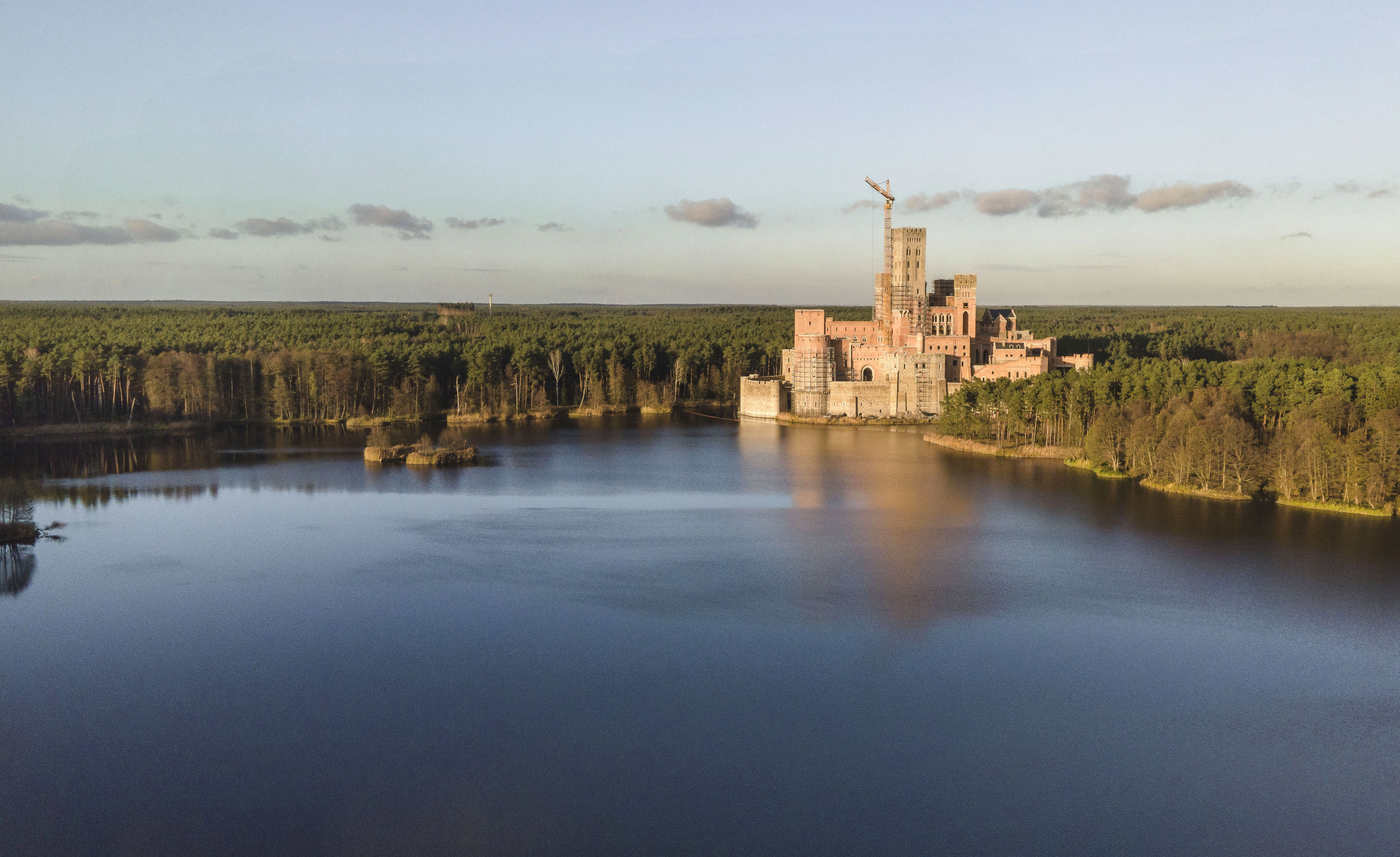
Вигляд комплексу з боку озера
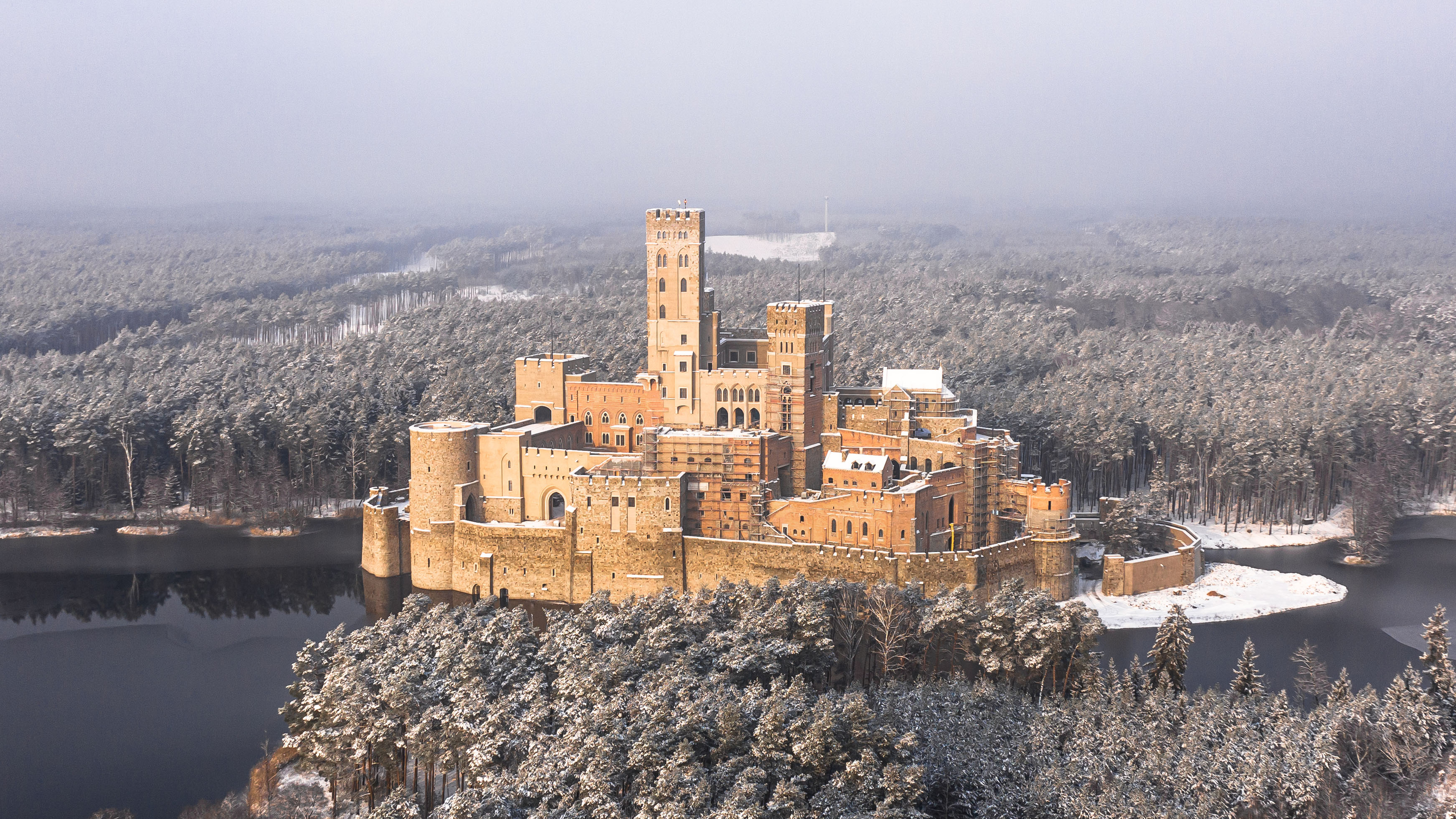
Вигляд замку зимою